# کنسرت‌های عالی
کنسرت‌های بزرگ یک آلبوم زنده جاز از. آلبوم در ابتدا با فرمت سیدی و بعداً در یک مموری عرضه شد. سپس در سال ۱۹۹۸ و دوباره در سال ۲۰۰۹ منتشر شد. این آلبوم شامل ضبط‌های زنده از سال‌های ۱۹۵۸ و ۱۹۶۳ است (برای شرح دقیق ضبط‌ها به سر برگ زیر مراجعه کنید).

## فهرست آهنگ
1. " پنی از بهشت " (جانی برک، آرتور جانستون) ۱۰:۰۲
2. " برای همه ما می‌دانیم " (جی. فرد کوتس، سام ام. لوئیس) ۹:۲۷
3. " Blue Rondo à la Turk " (بروبک) ۱۲:۰۲
4. «پنج را بگیر» (دزموند) ۶:۲۹
5. " قطار "A" را سوار شوید " (بیلی استریهورن) ۵:۱۰
6. "سفیر واقعی" (بروبک) ۷:۲۲
7. "کپنهاگ شگفت انگیز" (فرانک لوسر) ۵:۲۷
8. " مثل کسی عاشق " (جیمی ون هوسن، جانی برک) ۷:۱۷
9. " نارنگی " (ویکتور شرتزینگر، جانی مرسر) ۱۰:۱۶

آهنگ‌های ۱، ۲، ۳، ۴ ضبط شده در ۲۱ فوریه ۱۹۶۳ در نالار کارنگی، شهر نیویورک. آهنگ‌های ۵، ۶ ضبط شده در ۳ دسامبر ۱۹۶۳ در تالار کنسرت آمستردام، آمستردام. آهنگ‌های ۷، ۸ و ۹ ضبط شده در ۵ مارس ۱۹۵۸ در کپنهاگ .

## پرسنل
- دیو بروبک – پیانو
- پل دزموند - ساکسیفون آلتو
- جین رایت – کنترباس
- جو مورلو – درامز